# Александров, Александр Артемьевич
Алекса́ндр Арте́мьевич Алекса́ндров (настоящая фамилия Мартиросьянц; 22 января (3 февраля) 1891, Санкт-Петербург — 25 декабря 1955, Алма-Ата) — советский, казахстанский танцовщик и балетмейстер.

## Биография
Армянин. В 1917 году окончил частную балетную студию В. Д. Москалёвой, художественное руководство которой осуществляли Ольга Преображенская и Николай Легат. С 1918 года танцевал в различных петроградских театрах, в том числе в Современном театре и Театре комической оперы. Одновременно учился на юридическом факультете Петроградского университета, окончил в 1921 году. В 1925—1933 годах — в труппе Большого театра.
С 1933 года жил и работал в Казахстане. Танцовщик (под руководством Е. Брусиловского), затем балетмейстер Казахского музыкального театра, один из основоположников национальной школы академического танца, основатель Казахского хореографического училища (1934). Среди важнейших учеников — Шара Жиенкулова, Даурен Абиров, Магзун Манасов, Гульбахран Ахимбекова, Асия Сулейменова.
Также был создателем первой балетной студии и музыкально-хореографической школы в Алма-Ате. Зная семь языков, он освоил восьмой — казахский, пошел к наркому просвещения Темирбеку Жургенову и уговорил его в необходимости создания своей, казахской хореографии. Более того, Жургенов отдал приказ по республике об изучении всеми артистами, независимо от их специализации, основ сценического движения.